# Pissed Tae Th' Gills
Pissed Tae Th' Gills (soms met de ondertitel a Drunken Live Tribute to Robbie Burns) is het eerste livealbum van de Canadese punkband The Real McKenzies. Het album werd op 5 november 2002 uitgegeven via het platenlabel Sudden Death Records in Canada en via het Duitse label Social Bomb Records in Duitsland.

## Nummers
1. "Reak McKenzies Stompin' Intro" - 6:10
2. "My Bonnie" - 3:19
3. "Scots Wha' Ha'e" - 3:56
4. "Tae the Battle" - 3:24
5. "Will Ye Be Proud" - 2:26
6. "King O' Glasgow" - 4:16
7. "Sawney Beane Clan " - 2:50
8. "Bastards" - 2:41
9. "Stone of Kings" - 2:38
10. "Scottish and Proud" - 3:32
11. "Haggises" - 2:05
12. "Another Round" - 2:33
13. "Auld Mrs Hunt - 1:15
14. "Auld Lang Syne" - 4:22
15. "Loch Lomond" - 3:01
16. (ongetiteld) - 5:17